# Gaston Déry
Gaston Déry, né à Saint-Jean-sur-Richelieu en 1952, est un homme d'affaires canadien. Il est résident de la ville de Québec depuis 1960.  
Il est notamment reconnu pour avoir revitalisé l’île aux Pommes, propriété familiale depuis 1927, située dans le Bas-Saint-Laurent, revitalisation pour laquelle il a reçu, en 2007, un Phénix de l’environnement, et en 2017, admis membre de l'Ordre du Canada. Il a été le premier directeur général de la Société de protection des forêts contre les insectes et les maladies (SOPFIM) et président directeur général de l’Association des manufacturiers de bois de sciage du Québec (AMBSQ).

## Biographie
Gaston Déry est détenteur d’un baccalauréat ès sciences appliquées/génie forestier (1977) et d’une maîtrise sciences appliquées/aménagement (1979) de l’Université Laval. Il participe à la création de la firme Déry, Rocray et associés en 1979, la première société-conseil en foresterie urbaine au Canada.
Il contribue notamment à l’élaboration d’une politique de protection des espaces verts au Québec et veillera à la protection des boisés urbains. Pour contrecarrer les effets dévastateurs de la maladie hollandaise de l’Orme, il prépare et coordonne un programme phytosanitaire pour la préservation de l’orme d’Amérique de la grande région de Québec.
En 1990, il devient le premier directeur général de la Société de protection de la forêt contre les insectes et les maladies, la SOPFIM, société mixte gouvernement-industrie nouvellement crée.
Il collabore à la Stratégie de la protection des forêts au Québec, stratégie alignée sur les préoccupations financières, opérationnelles et environnementales du gouvernement, de l’industrie, des groupes environnementaux et du public. Il fera adopter par le conseil d’administration de la SOPFIM, majoritairement composé de membres de l’industrie forestière, le bannissement de l’utilisation des insecticides chimiques (Fénithrotion) au Québec au profit de l’insecticide biologique à base de Bacillus thurigiensis pour protéger les forêts résineuses de l’épidémie de tordeuses des bourgeons de l’épinette.
En 1993, il devient Président-directeur général de l’Association des manufacturiers de bois de sciage du Québec (AMBSQ). Il veille au développement et à la mise en œuvre d’une politique industrielle axée sur le concept de développement durable, au positionnement stratégique et opérationnel de l’industrie du sciage sur les plans national et international. De 1993 à 2001, il participe aux négociations de l’accord canado-américain sur les exportations de bois d’œuvre aux États-Unis,.
Il est nommé en 2004 Vice-président Industrie manufacturière chez l’organisme de développement économique de Québec Pôle Québec Chaudière-Appalaches (aujourd’hui Québec International), où il veille notamment au développement des filières Deuxième transformation du bois, Plastique et matériaux composites, Fabrication métallique et Produits alimentaires.
En 2007, il devient le premier vice-président Développement durable chez la firme de génie-conseil Roche Ltée, Groupe-Conseil. Il met en place et coordonne le secteur Développement durable.
Il occupe en 2014, successivement, les postes de vice-président Développement durable et vice-président Responsabilité sociale chez QSL (Arrimage Québec), une entreprise maritime de classe mondiale. Il fait un lien entre la mission de l'entreprise, ses opérations et une approche en acceptabilité sociale en priorisant notamment les aspects économiques (Communauté d'affaires), environnementaux (mise en valeur du Saint-Laurent et des espaces naturels) et sociaux (secteur socioculturel).
Il a été nommé président du comité Affaires-Culture de la Chambre de commerce et d’industrie de Québec en 2015.
Depuis 2016, il est président de Gaston Déry Inc. une entreprise qui consacre ses énergies au développement durable et à la responsabilité sociétale des entreprises.

## Île aux Pommes
Gaston Déry a débuté la restauration des habitats de l’île aux Pommes en 1980 afin d’instaurer une aire de nidification pour les colonies de canards eiders de l’estuaire du Saint-Laurent. Pour son implication et sa démarche dans la mise en valeur de cette île familiale, il a obtenu en 2007 le Phénix de l’environnement du Québec dans la catégorie Mise en valeur des espaces naturels et de la biodiversité,,,,.

## Reportages
En 2007, Radio-Canada réalisait un reportage intitulé Le gardien de l’île aux Pommes qui fut diffusé à l’émission La semaine verte et dans laquelle on fait ressortir son approche pour restaurer un habitat naturel pour la sauvagine et de façon particulière, pour le canard eider,. 
Pour le 40e anniversaire de La semaine verte, Radio-Canada réalisa un second reportage de trente minutes sur l’importance de l’île aux Pommes pour la biodiversité de l’estuaire du Saint-Laurent et le fait que depuis 75 ans cette île a servi de laboratoire à ciel ouvert pour quantité de chercheurs intéressés par l’état faunique de l’estuaire du St-Laurent,.
Il est cité sur le plan national, notamment comme référence pour inciter les gens à adopter une attitude de protection des habitats fauniques. Il est depuis 2016 l’un des ambassadeurs de Conservation de la nature Canada,,.
En 2014, conjointement à la sortie du livre L’Île aux pommes en héritage, Radio-Canada a réalisé un troisième documentaire, L’île aux Pommes en héritage, sur la mise en valeur du fleuve Saint-Laurent,,,,,.

## Conférencier
Il a été appelé à témoigner de son expérience en donnant des conférences au Canada et en Europe. À ce titre, il a été invité, entre autres, aux Biennales des grands fleuves du monde sous l’égide de la Maison de la Loire en 2014,,,,.
Un site internet présente ses conférences www.gastondery.com. 

## Mise en valeur de la Collection Lecouvie-Déry
La Collection Lecouvie-Déry est une flottille de quarante-deux bateaux miniatures taillés dans de l’ivoire canadien de morse et de naval, retraçant l’histoire de la navigation depuis les temps les plus reculés.
La collection est l’œuvre d’Edmond Lecouvie, un policier de la ville de Québec qui a consacré près de trente ans de sa vie pour façonner ces maquettes. C’est le capitaine Joseph-Elzéar Bernier qui ramenait le précieux matériau de ses expéditions arctiques. Dans la famille Déry depuis 1948, Gaston Déry est depuis 1984 le propriétaire de cette collection et a consacré plus de 30 ans de sa vie à la protéger et la mettre en valeur,,,,,.

## Publication
Une étude portant sur les « Effets de la scarification du site sur le microenvironnement » a été publiée dans la revue canadienne de recherche forestière concernant les études de maîtrise en génie forestier.
Il est également l'auteur d'un livre, L’Île aux pommes en héritage, avec Linda Croteau,.

## Honneurs
- Récipiendaire du Phénix de l’environnement, catégorie « mise en valeur des espaces naturels et de la biodiversité ». (2007)[10],[38],[39],[40],[41]
- Lauréat Le Soleil Radio-Canada pour Phénix de l’environnement (2007)
- Lauréat Le Soleil Radio-Canada pour création du festival opéra de Québec (2011)
- Gaston Déry et la firme Roche ltée — Groupe-conseil ont obtenu le Prix Arts et Affaires de la Chambre de commerce et d’industrie de Québec — Grande entreprise pour son implication auprès de l’Opéra de Québec, 2012.
- Récipiendaire prix Pierre-Talbot, bénévole de l’année, chambre de commerce et d’industrie de Québec, 2010[42].
- Membre de l'Ordre du Canada, 2017
- Chevalier de l'Ordre national du Québec, 2020